# Slayers Wonderful
Slayers Wonderful (яп. スレイヤーズわんだほ Sureiyāzu wandaho) — компьютерная ролевая игра, разработанная студией TamTam и выпущенная компанией Banpresto эксклюзивно для PlayStation в 1998 году в Японии, став пятой и последней в серии игр по франшизе Slayers. В ней представлены ключевые актеры озвучки из аниме Рубаки, а сюжет игры полностью оригинален и создан под руководством Хадзимэ Кандзаки, автора романа Slayers. Игра была коммерчески успешна, но получила неоднозначные отзывы критиков.

## Игровой процесс
Slayers Wonderful — японская ролевая видеоигра, в которой боевая система напоминает Final Fantasy VII (сочетание режима реального времени и пошаговой игры, дополненная суператаками в стиле Limit Break), а также двухмерной картой мира и трехмерной изометрической графики при передвижении по локациям. Иллюстрированные диалоговые сцены и несколько анимированных роликов развивают сюжет игры.
Во время сражений внизу экрана отображается белая шкала, которая показывает готовность персонажей к действию. После ее заполнения появляется меню с доступными командами, обозначенных картинками:
- Меч: Атака противников.
- Посох: Применение магии.
- Пентаграмма: Суперудар, доступный после заполнения зеленой полоски.
- Кувшинчик: Использование предмета из инвентаря.
- Облачко: Побег.

В бою группа игрока состоит из трех человек, обычно включая главных героев Лину Инверс и Гаури Габриева. Врагов тоже не более трёх за сражение. За победу над противниками игрок получает денежные средства «Mai».
Помимо сражений, игроки могут найти в игре разнообразные предметы и улучшения. В городах можно найти деревянные бочки, которые можно разрушить, чтобы получить деньги или другие полезные предметы, например, зелья исцеления.

## Сюжет

### Сеттинг
В игре разнообразные локации: густые леса, древние города, таинственные пещеры с сокровищами и грозные логова драконов. Персонажи побывают в городе гоблинов и многих других живописных местах.

### Персонажи
В этой игре появляются почти всех главные герои франшизы: Лина, Амелия, Нага, Гаури, Зельгадис и Сильфиль.

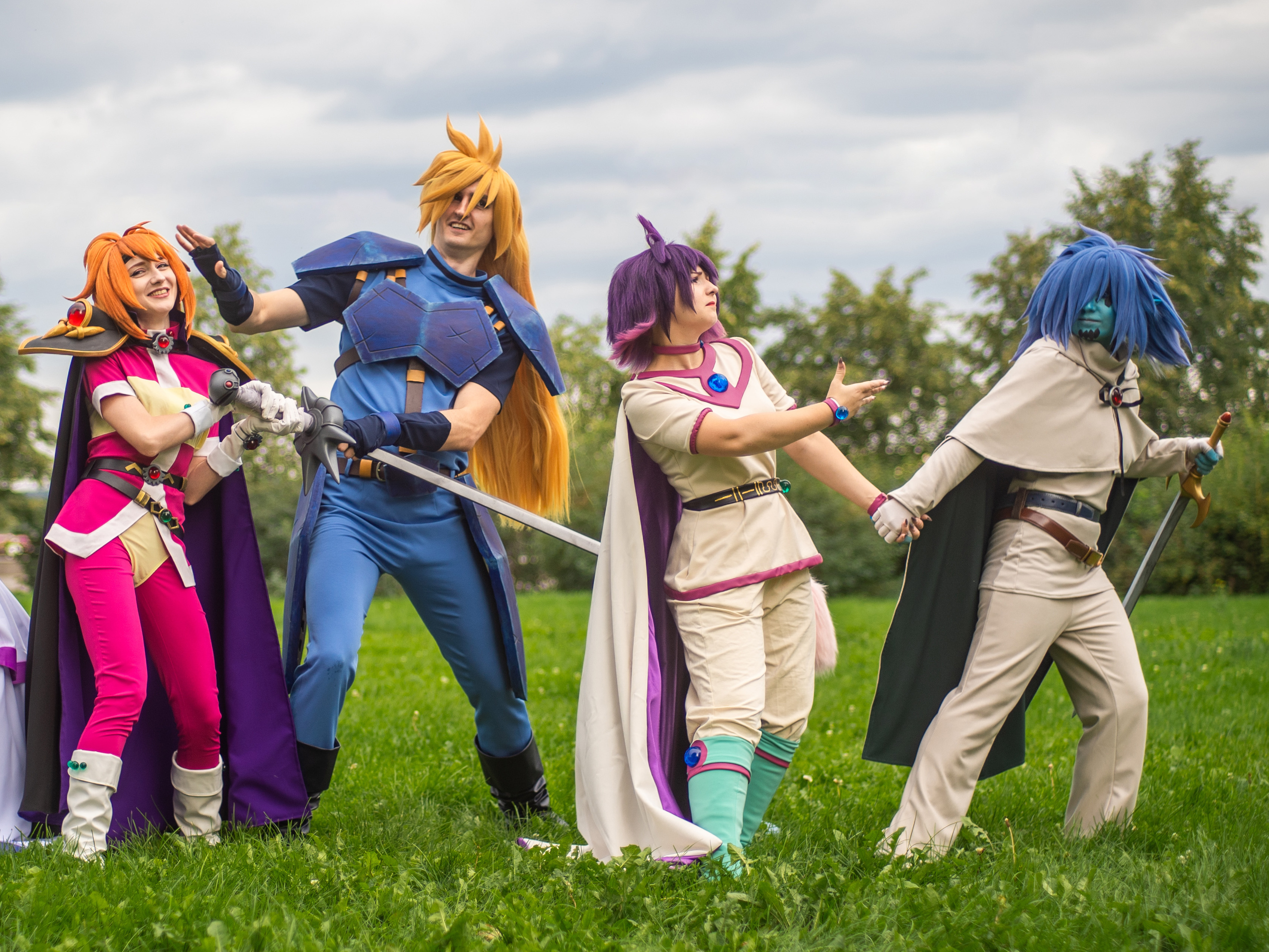
Косплей: Лина, Гаури, Амелия, Зелгадис

- Лина Инверс — главная героиня, молодая одарённая чародейка, называет себя «прекрасной и гениальной» волшебницей. Путешествуя по миру, совершенствует своё мастерство. Её магические способности можно назвать почти непобедимыми. А в сочетании с безжалостным характером она стала известна как «Бандитоубийца». Сэйю: Мэгуми Хаясибара[5][4].
- Гаури Габриев — этот опытный мечник владеет легендарным оружием — Мечом Света, с помощью которого он одолел множество магических существ. Часто он пребывает в задумчивости, и Лина прозвала его «Медузоголовый». Хотя у него и плохая память, но его рефлексы обострены[6].
- Амелия Вил Тесла Сэйрун — её имя звучит необычно, но у этого есть причина. Амелия — вторая принцесса Священного королевства Сэйрун. Она горячо верит в справедливость и считает своим предназначением в жизни бороться со злом[6].
- Зелгадис Грейвордс — маг-мечник, который когда-то был человеком. Красный священник Резо превратил его в химеру, соединив с демоном и големом. Теперь Зелгадис ищет рукописи Пречистой Библии, где, по слухам, записан способ вернуть человеческий облик[7].
- Нага Змеюка — волшебница, называет себя «сильнейшей соперницей Лины Инверс». И она действительно обладает невероятной магией, хотя и использует её не всегда правильно. Характер Наги не укладывается в рамки добра и зла, он просто невообразим. Её визитной карточкой стали смех, неуместные шутки и откровенный наряд[7]..

### История
Однажды ночью, когда волшебница Лина Инверс отдыхала в гостинице, над городом появилось небольшое чёрное облако. Оно медленно парило в воздухе, впитывая в себя какую-то энергию. Источником этой энергии оказались силы спящих горожан. Когда люди проснулись, они почувствовали невероятную слабость. Мир внезапно лишился значительной части магии. Лина Инверс и её самопровозглашённый телохранитель Гаури тоже пострадали от этого необычного явления.
«Драгу Слейв не активируется!» — произнесла Лина, а Гаури добавил: «Меч Света не срабатывает!». Герои нашли «запечатанные камни» — необычные предметы, наполненные волшебной силой. Они поняли, что разрушение этих камней приведёт к высвобождению магии, которая частично восстановит баланс магических сил в мире. Понимая серьёзность ситуации, гильдия магов поручила Лине расследование «Инцидента исчезновения магии». Ей предстояло узнать больше о загадочных камнях. Так началось путешествие, целью которого было восстановление магии и, возможно, создание мира, где атакующие заклинания можно использовать без ограничений.

## Отзывы и критика
Slayers Wonderful заняла 9-е место среди самых ожидаемых игр Tokyo Game Show '98 по версии Dengeki PlayStation. Несмотря на положительные зарубежные превью, игра была выпущена только в Японии. Она получила коммерческий успех и после выпуска заняла второе место в мультиплатформенном чарте журнала Famitsu. Рецензенты журнала, однако, дали игре посредственную оценку — всего 22/40. Путеводители по игре были опубликованы отделом журнала Kadokawa Shoten ’s Dragon и Media Works в качестве специального выпуска Dengeki PlayStation.
В России в журнале «Великий Dракон» были отмечены сильные стороны игры: юмор, озвучка, яркие спрайты персонажей и удобное управление, которое легко освоить. К недостаткам игры были отнесены неудачная реализация трёхмерных моделей, недостаточное качество звуковых эффектов и отсутствие компаса, который мог бы помочь в навигации по карте мира и локациям. «Страна игр» указывала, что эта «классическая RPG», вышедшая в перерыве между двумя частями Slayers Royal, не появлялась на Западе.